# Prästtjärnen (Haverö socken, Medelpad)
Prästtjärnen är en sjö i Ånge kommun i Medelpad och ingår i Ljungans huvudavrinningsområde. Sjön har en area på 0,0263 kvadratkilometer och ligger 329 meter över havet.